# شريان بيرشيرون
شريان بيرشيرون (بالإنجليزية: Artery of Percheron)‏‏ هو شريان يتفرعُ من شريان مخي خلفي.

## مساره
إن شريان بيرشيرون هو شريان نادر يتفرع من شريان مخي خلفي ويغذي كلا جانبي الثلاموس. مسار هذا الشريان لم يُحدد بشكل دقيق، وقد يختلف من شخص لآخر.